# 오트리브절
| 기                           | 세       | 절             | 백만년전    |
| ---------------------------- | -------- | -------------- | ----------- |
| 고진기                       | 팔레오세 | 다니아절       | 이후        |
| 백악기                       | 후기     | 마스트리흐트절 | 66.0–70.6   |
| 백악기                       | 후기     | 샹파뉴절       | 70.6–83.5   |
| 백악기                       | 후기     | 산토눔절       | 83.5–85.8   |
| 백악기                       | 후기     | 코냐크절       | 85.8–89.3   |
| 백악기                       | 후기     | 투로니아절     | 89.3–93.5   |
| 백악기                       | 후기     | 세노마눔절     | 93.5–99.6   |
| 백악기                       | 전기     | 알바절         | 99.6–112.0  |
| 백악기                       | 전기     | 압트절         | 112.0–125.0 |
| 백악기                       | 전기     | 바렘절         | 125.0–130.0 |
| 백악기                       | 전기     | 오트리브절     | 130.0–136.4 |
| 백악기                       | 전기     | 발랑쟁절       | 136.4–140.2 |
| 백악기                       | 전기     | 베리아절       | 140.2–145.5 |
| 쥐라기                       | 후기     | 티톤절         | 이전        |
| 2013년 이후의 백악기의 구분. |          |                |             |

오트리브절(Hauterivian)은 백악기 전기의 세번째 절이다. 1억 3640만년부터 1억 3000만년까지의 640만년 간의 시기이다. 발랑쟁절의 뒤, 바렘절의 앞선 시기이다. 오트리브절은 스위스의 지질학자인 유진 르네비에(Eugène Renevier)에 의해 문헌에 소개되었다. 명칭의 유래는 스위스 뇌샤텔주의 오트리브(Hauterive) 마을의 이름을 따서 명명되었다.